# Joods Kindermonument (Rotterdam)
Het Joods Kindermonument in Rotterdam is een monument op de Kop van Zuid ter nagedachtenis aan de Rotterdamse Joodse kinderen die in de Tweede Wereldoorlog zijn gedeporteerd en omgekomen. Een stichting nam het initiatief om te komen tot het namenmonument.
Een stuk van de muur die rond Loods 24 aan de Stieltjesstraat stond herinnert nog aan de deportatie die vanaf deze plek begon. Het monument is opgezet als een halve cirkel waarop de namen van alle kinderen zijn opgenoemd. Het is ontworpen door Wim Quist en op 10 april 2013 onthuld.
In de Tweede Wereldoorlog werden Rotterdamse Joden vanuit Loods 24 gedeporteerd. Hieronder waren 686 kinderen van één maand tot en met twaalf jaar waarvan de namen - dankzij een zorgvuldige administratie - nog bekend zijn. Een plaat is onbeschreven om de kinderen die niet bij naam bekend zijn te eren. Zij werden met de volwassenen gedeporteerd per trein naar Kamp Westerbork in Drenthe, en daarna meestal naar Auschwitz of Sobibor om te worden vermoord.

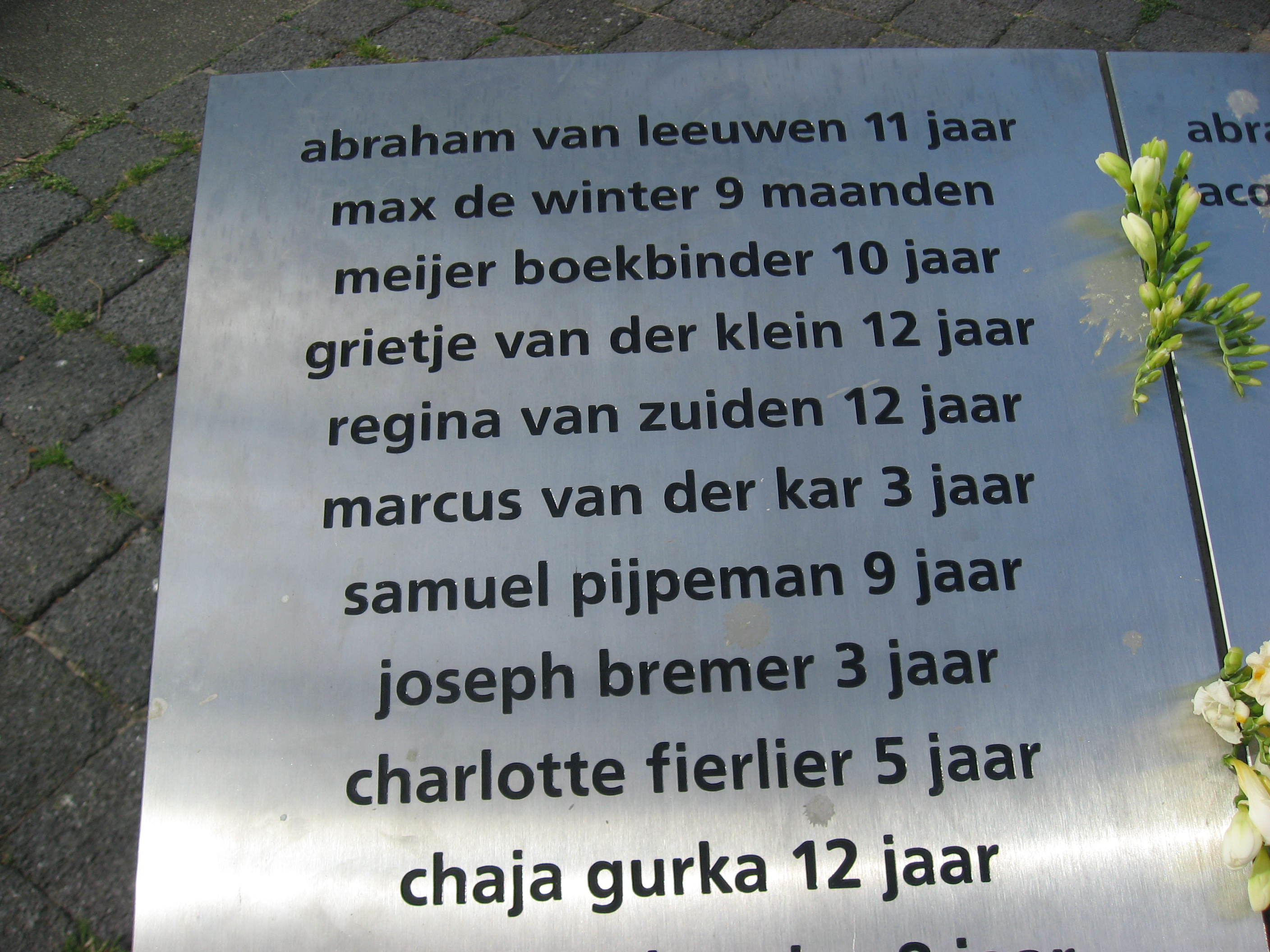
Namen van Joodse kinderen, op transport gesteld vanuit Loods 24

Het Kindermonument is geadopteerd door de Guido de Brès-school uit het nabije IJsselmonde.